# 江天禅寺
江天禅寺，又名金山寺，位于江苏镇江市区西北部的金山之上，始建于东晋，原名泽心寺，至唐朝時由靈坦禪師重新開山，清代康熙皇帝南巡时赐名江天禅寺。

## 概述
依《嘉定鎮江志》，此寺為晉朝時建，原名「澤心」，梁武帝時，寺修設。據《金山志略》，之後寺廟荒廢，唐朝天寶年間，此寺由靈坦禪師重新開山，成為禪宗寺廟，相傳當時他還在蟒洞入定以降蟒歸海。《頭陀巖記》載貞元二十一年（805年），李锜奏聞，賜寺名「金山」。
寺庙结构复杂的重重殿宇依山而建，串通一气，与金山浑然一体，有“金山寺裹山”之说。慈寿塔矗立山顶，是金山醒目的标志。寺内藏有苏东坡的玉带、周鼎、金山图和铜鼓，号称“金山四宝”。神话故事“白娘子水漫金山寺”就发生在这里。梁红玉击鼓战金兵的传说也发生在这里。该寺1995年起办有金山佛学院。
金山位于镇江市区西北约2公里，海拔43.7米，占地面积10公顷。金山原是屹立在长江中的一个岛屿，唐朝张祜的诗句“树影中流见，钟声两岸闻”就是当年金山的写照。由于沧桑变迁，长江改道，至光绪年间金山逐渐与南岸相连。当年东坡居士笔下“不如金山去，清风半帆耳”的水上风光演变成了陆上胜境。“骑驴上金山”风行一时，成为清末民初朝山观光者的一种奇妙享受。清康熙帝于1687年秋登临金山，因观其上接苍冥，下连洪流，江天一色，故赐名“江天禅寺”并沿袭至今。
金山风景区建筑风格独特，殿宇厅堂，亭台楼阁，全部依山而建，加之慈寿塔突兀拔起于金山之巅，
故以“金山寺裹山，见寺，见塔，不见山”的风貌而蜚声海内外。整个金山风景区计有30余处景点和古迹，
而每一处都有一段动人的神话和传说。如白娘子水漫金山寺，梁红玉击鼓抗金兵，岳飞金山寺详梦等等，令人回味无穷。
金山寺内还建有藏有《四库全书》的文宗閣，该藏书楼建于乾隆四十四年（1779年），是江南南三阁中首先建成的清朝皇家藏书楼，原址位于紧邻金山寺（江天禅寺）旁的江心洲上，四面环水。建筑风格仿照了宁波天一阁，中经嘉庆、道光两朝，后毁于咸丰三年（1853年）的太平軍和湘軍在镇江的战役，历时74年。现在的仿清代建筑风格的文宗閣建在金山寺旁的一处三面环水的地方，按照古书《两淮盐政史》里描绘的当时文宗阁的图画重建，采用传统砖木结构，占地面积934平方米，建筑面积1286平方米，收藏北京故宫博物院文渊阁《四库全书》古籍影印本。复建的文宗阁于2011年10月26日开放。
江南人稱：「金山腿子高旻香，海潮只是哩啦腔。」指金山寺僧人打坐最端正，高旻寺香聞名，海潮寺僧人不守規矩，打坐時還聊天嬉鬧。
金山寺寺塔多于文革中燒失。長老在文革前後遭受迫害，在大眾作鳥獸散之後一直拒絕還俗，于農場做了幾近二十年的苦力。後來終於復出，再興一代伽藍。

## 图片

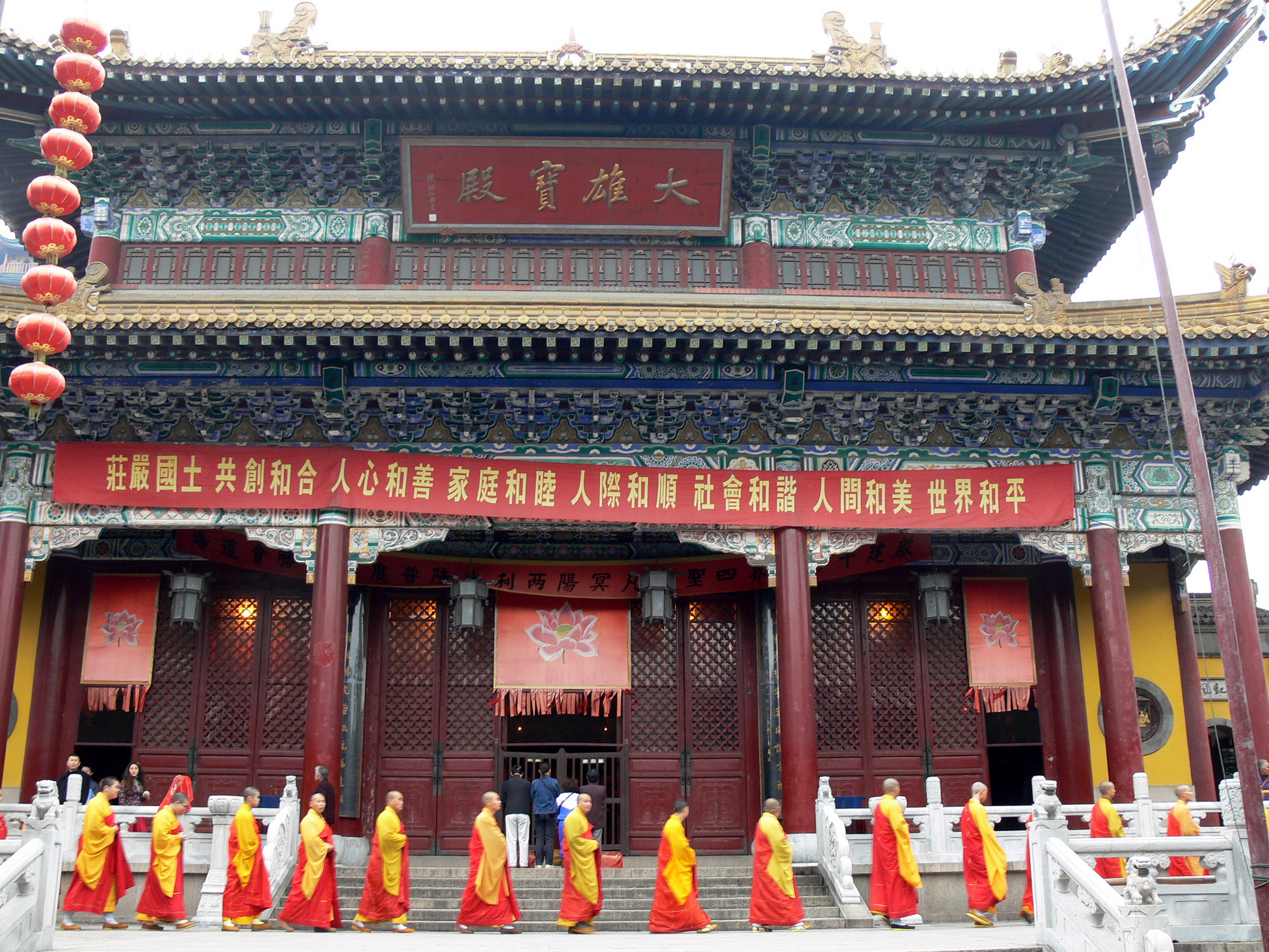
大雄宝殿
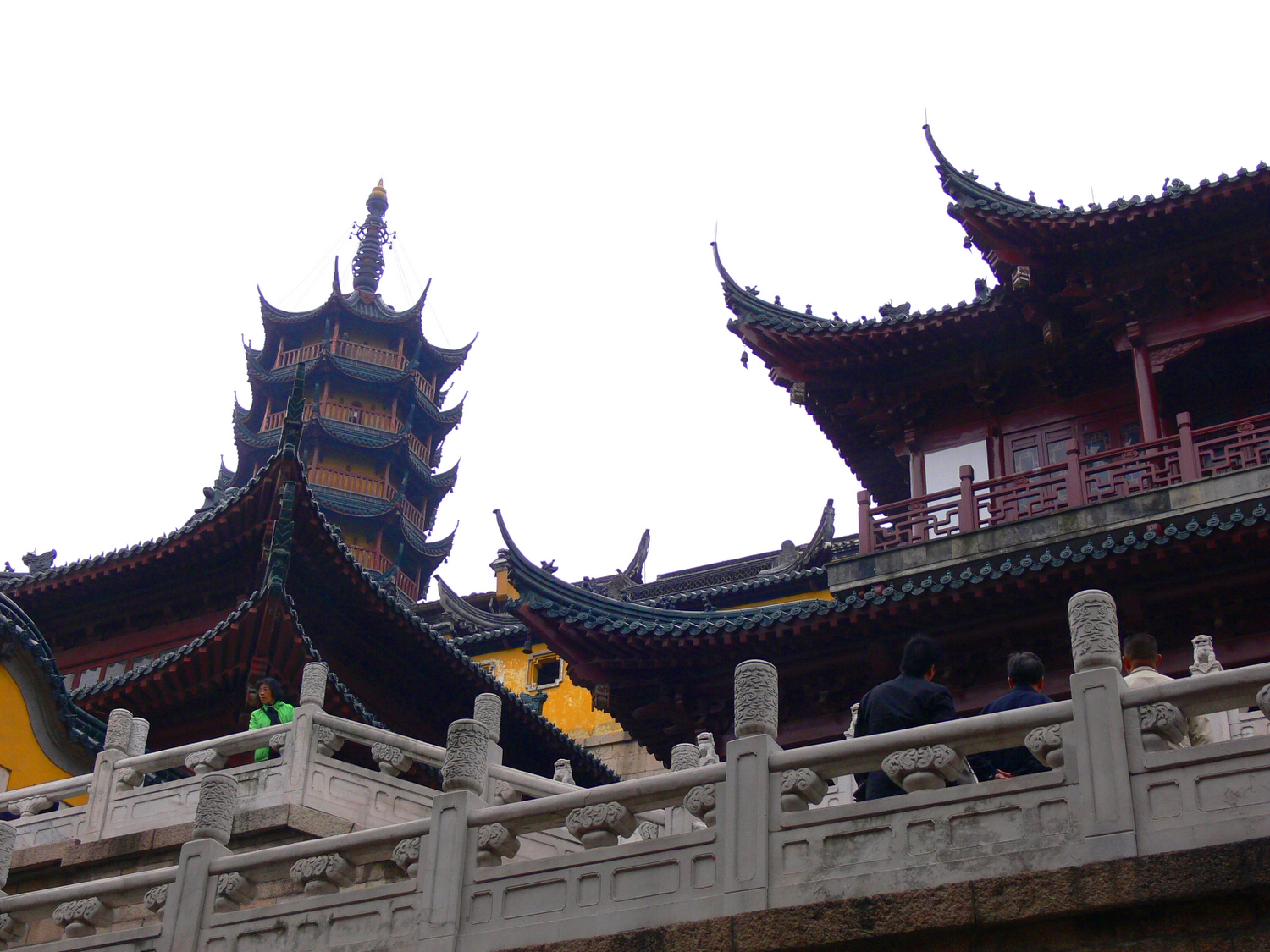
金山寺慈寿塔与藏经楼
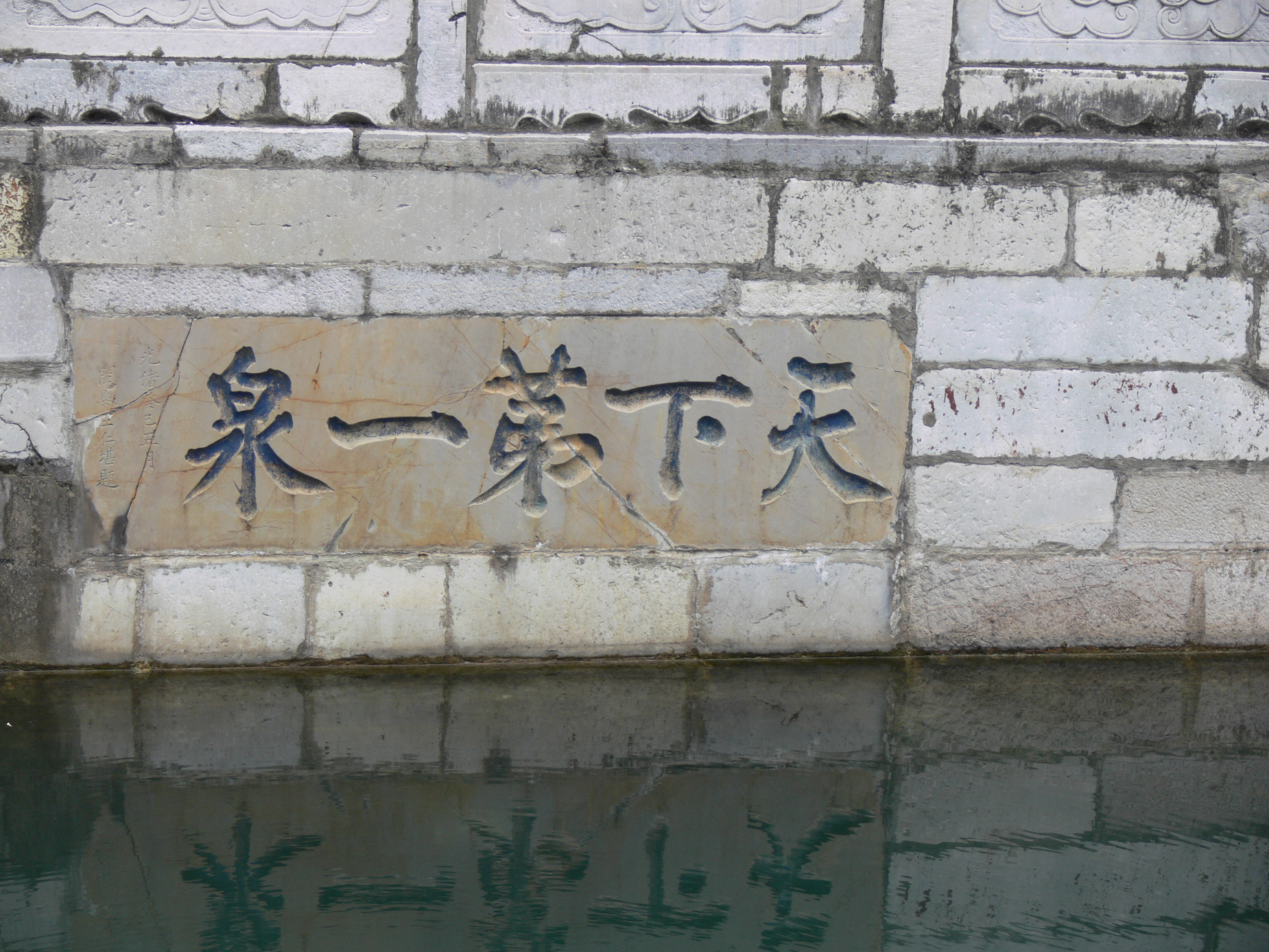
镇江金山寺“天下第一泉”